# Trechinothus smardae
Trechinothus smardae är en svampart som först beskrevs av Albert Pilát, och fick sitt nu gällande namn av E.C. Martini & Trichies 2004. Trechinothus smardae ingår i släktet Trechinothus, klassen Agaricomycetes, divisionen basidiesvampar och riket svampar.   Inga underarter finns listade i Catalogue of Life.